# Henry Pinkepank
Henry Pinkepank (* 12. April 1893 in Wolfenbüttel; † 13. April 1965 ebenda) war ein deutscher Politiker (SPD) und Mitglied des Ernannten Braunschweigischen Landtages.
Henry Pinkepank arbeitete als Faktor (Schriftsetzer).
Er wurde nach der Machtergreifung der Nationalsozialisten 1933 durch ein Sondergericht „wegen schwerer Beschimpfung des Reichskanzlers, der Hilfspolizei und wegen Verunglimpfung des Kampffliegers von Richthofen“ zu zwei Jahren Gefängnis verurteilt.
Vom 21. Februar 1946 bis 21. November 1946 war Pinkepank Mitglied des Ernannten Braunschweigischen Landtages.